# Thánh Isabelle của Pháp
Isabelle của Pháp (tháng 3 năm 1225 - 23 tháng 2 năm 1270) là con gái của vua Louis VIII của Pháp và Blanca của Castilla. Cô là em gái của Vua Louis IX của Pháp (Thánh Louis) và Alfonso, Bá tước Poitiers, và là chị gái của Vua Charles I của Sicily. Năm 1256, cô thành lập tu viện Poor Clare của Longchamp trong một phần của Rừng Rouvray (nay gọi là Bois de Boulogne), phía tây Paris. Isabelle nguyện dâng cả cuộc đời cả cuộc đời mình cho Chúa, như là một Trinh nữ. Cô được tôn vinh như một vị thánh của Pháp. Ngày lễ tôn vinh của cô hằng năm là ngày 26 tháng 2.

## Cuộc sống ban đầu
Cha của Isabelle qua đời khi cô được hai tuổi và mẹ cô, Blanca, là người giám sát việc học của cô. Cô ấy có thể đọc cả tiếng Latinh và tiếng địa phương, cô cũng rất thích những câu chuyện về tinh thần hiệp sĩ cũng như các văn bản sùng đạo. Trong khi những cô gái khác cùng trang lứa theo đuổi những sở thích truyền thống của phái nữ như thêu thùa, thì cô đặc biệt thích thú khi làm lễ phục linh mục. Khi còn nhỏ, cô đã yêu cầu sự hướng dẫn thiêng liêng và càng trở nên tận tụy hơn với Chúa dưới sự hướng dẫn của các tu sĩ dòng Phanxicô. Vào ngày 26 tháng 5 năm 1254, Giáo hoàng Innocent IV cho phép cô giữ lại một số tu sĩ dòng Phanxicô làm cha giải tội đặc biệt của mình. Cô thậm chí còn tận tâm với Dòng Phanxicô hơn là với người anh em hoàng gia của mình.
Theo Hiệp ước Vendôme vào tháng 3 năm 1227, Isabelle được hứa hôn với Hugh, con trai cả và là người thừa kế của Hugh X xứ Lusignan, với hợp đồng hôn nhân được ký vào tháng 6 năm 1230; tuy nhiên, cô đã từ chối cử hành hôn lễ chính thức do quyết tâm là một trinh nữ, mặc dù cô chưa bao giờ trở thành một nữ tu sĩ. Sau đó, cô từ chối cả hợp đồng của Conrad IV của Đức, con trai của Frederick II, Hoàng đế La Mã Thần thánh, mặc dù được mọi người thúc ép chấp nhận, ngay cả bởi giáo hoàng Innocent IV.

## Tu viện Longchamp
Khi Isabelle mong muốn thành lập một cộng đồng của Sorores minores (trẻ em gái), vua Louis, anh trai của cô bắt đầu vào năm 1255 để có được vùng đất cần thiết trong Rừng Rouvray, không xa sông Seine, phía tây Paris. Ngày 10 tháng 6 năm 1256, viên đá đầu tiên của nhà thờ tu viện được đặt. Vào ngày 2 tháng 2 năm 1259, Giáo hoàng Alexander IV đã ban hành Quy tắc mới, được soạn thảo đặc biệt cho tu viện này bởi Isabelle cùng với một nhóm các thạc sĩ đại học dòng Phanxicô bao gồm cả St. Bonaventure. Cộng đồng được phép giữ tài sản. Tu viện được đặt tên là Tu viện khiêm nhường của Đức Trinh Nữ. Trong Quy luật, các nữ tu được gọi là các Nữ tu của Dòng Tôi tớ Khiêm nhường của Đức Trinh Nữ Maria. Các nữ tu phải chịu sự phụ thuộc của các Tu sĩ. Một số nữ tu đầu tiên đến từ tu viện Poor Clare ở Reims. Isabelle chưa bao giờ tự mình tham gia cộng đồng, nhưng đã sống ở đó trong một căn phòng tách biệt với phòng của các nữ tu. Isabelle từ chối trở thành viện trưởng, điều này cho phép cô giữ lại của cải và tài nguyên của mình, để cô có thể hỗ trợ tu viện của mình và tiếp tục phân phát cho người nghèo. Cô giữ kỷ luật im lặng trong hầu hết thời gian hàng ngày của mình.